# Кордова, Гонсало
Гонсало Сегундо Кордова-и-Ривера (исп. Gonzalo Segundo Córdova y Rivera; 15 июля 1863, Куэнка (Эквадор) — 13 апреля 1928, Вальпараисо, Чили) — эквадорский политик, президент Эквадора в 1924—1925 годах. Писатель, журналист, сенатор.

## Биография
Член Либеральной партии Эквадора. В 1903-1905 и 1905-1906 годах был министром внутренних дел. Был министром иностранных дел.
Президент страны с 1 сентября 1924 по 9 июля 1925 года. Провёл национализацию Южной железной дороги на выгодных для страны условиях.
Лишился президентского кресла в результате народных выступлений и беспорядков после длительного экономического кризиса, девальвации национальной валюты и последовавшего бескровного государственного переворота против Кордовы в июле 1925 года. В отличие от предыдущих переворотов в Эквадоре, переворот 1925 года был осуществлён коллективной группой — Лигой молодых офицеров.
Преемником Гонсало Кордовы на посту президента Эквадора стал Луис Тельмо Пас.
Часто болел, страдал от болезни сердца. Умер в эмиграции в Вальпараисо (Чили).